# 大沼忠弘
大沼 忠弘（おおぬま ただひろ、1940年 - ）は、日本の哲学者、カバラー研究家。

## 来歴・人物
埼玉県生まれ。東京大学文学部哲学科卒。1969年同大学院博士課程中退。埼玉大学講師、名古屋大学教養部助教授を経て、宗教儀礼研究所所長。
株式会社アンク代表取締役。イシス学院主宰。古代ギリシア哲学の研究から出発し、「カバラー」を基軸として、古今東西の密儀体系を探究している。

## 著書
- 『実践カバラ 自己探求の旅』（人文書院） 1988.2
- 『秘伝カモワン・タロット』（フィリップ・カモワン共著、学習研究社、Elfin books series） 2002.1
- 『実践魔法カバラー入門 女神イシスが授ける古代の密儀』（学習研究社、Mu super mystery books） 2007.4

## 翻訳
- 『トゥーキューディデース 神話的歴史家』（コーンフォード、左近司祥子共訳、みすず書房） 1970
- 『自然の観念』（R.G.コリングウッド、平林康之共訳、みすず書房） 1974
- 『魔法入門』（W・E・バトラー、角川文庫） 1974
- 『オカルト入門』（W・E・バトラー、角川文庫） 1975
- 『UFO同乗記』（ジョージ・アダムスキー、角川文庫） 1975、のち改題『空飛ぶ円盤同乗記』（角川春樹事務所、ボーダーランド文庫） 1998
- 『魔法修行 カバラの秘法伝授』（W・E・バトラー、平河出版社、Mind book） 1979.12
- 「象徴哲学大系」全4巻（マンリー・P・ホール、山田耕士, 吉村正和共訳、人文書院） 1980 - 1981、のち新装版 2014 - 2015
  1. 『古代の密儀』
  2. 『秘密の博物誌』
  3. 『カバラと薔薇十字団』
  4. 『錬金術』
- 『ユダヤの秘義 カバラの象徴学』（ゼヴ・ベン・シモン・ハレヴィ、平凡社、イメージの博物誌） 1982.7
- 『人間 密儀の神殿』（マンリー・P・ホール、共訳、人文書院） 1982.11
- 『魔法遊戯 シンボルの宇宙図』（チャールズ・ポンセ、平河出版社、Mind books） 1983.11
- 『神秘のカバラー』（ダイアン・フォーチュン、国書刊行会、世界幻想文学大系） 1985.10
- 『意識の遍歴』（ジルベール・デュランほか、監訳、たま出版、科学と意識シリーズ） 1987.6
- 『科学と意識・結論』（カール・プリブラムほか、監訳、たま出版、科学と意識シリーズ） 1989.12
- 『黄金のタロット 母と子が"めざめ"『喜び』を分かち合うゲーム』（ジョエル・バル、監修、大沼真弓訳、東洋書院 (発売)） 2000.12
- 『神のようになる カバラーと人生の窮極目的』（マイケル・バーグ、ISIS） 2011.3

## 参考
- http://bookweb.kinokuniya.co.jp/htm/4054033709.html